# 非洲大蝸牛總科
非洲大蝸牛總科（學名：Achatinoidea），又名瑪瑙螺超科，是一個會呼吸空氣的陆生蜗牛與蛞蝓的總科級腹足纲软体动物。本總科有一半的科原是異尿道亞目（Heterurethra）的成員。在2005年《布歇特和洛克罗伊的分类》屬於弯尿道類（Sigmurethra）非正式群組；而在2017年《布歇特等人的分类》，本總科現在不再屬於原弯尿道類群組改組的旋蝸牛亞目，而是瑪瑙螺亞目之下兩個總科之一。

## 分類學

### 2005年分類
2005年《布歇特和洛克罗伊的分类》根据Nordsieck (1986)的文獻，認為本總科包括以下四個科:239-283：
- 非洲大蝸牛科 Achatinidae Swainson, 1840
- 菲呂雜螺科 Ferussaciidae Bourguignat, 1883
- Family Micractaeonidae Schileyko, 1999
- 钻头螺科 Subulinidae P. Fischer & Crosse, 1877

### 2017年分類
根據Fontanilla等人 (2017)的文獻，鑽頭螺科並不是單系群，所以與非洲大蝸牛科合併，其亞科亦成為了非洲大蝸牛科的亞科。在這個分類，本總科包括下列四個科：
- 非洲大蝸牛科 Achatinidae Swainson, 1840
- 爱丽蛞蝓科  H. B. Baker, 1955[6]：舊屬彎尿道類爱丽蛞蝓超科（Aillyoidea）。
- 菲呂雜螺科 Ferussaciidae Bourguignat, 1883[6]
- Family Micractaeonidae Schileyko, 1999[6]